# Ranacris albicornis
Ranacris albicornis är en insektsart som beskrevs av You, Q. och R. Lin 1983. Ranacris albicornis ingår i släktet Ranacris och familjen gräshoppor. Inga underarter finns listade i Catalogue of Life.